# Carduelis barbata
Spinus barbata là một loài finch thuộc họ Fringillidae.
Nó được tìm thấy ở Argentina, Chile và quần đảo Falkland.
Nơi sống tự nhiên của chúng là rừng ôn đới and rừng trước đây suy thoái nghiêm trọng.

## Hình ảnh

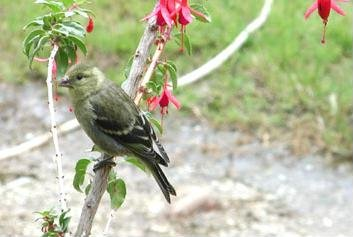
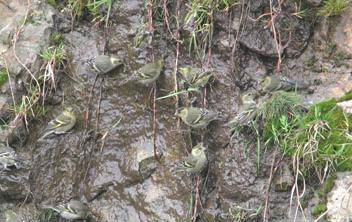
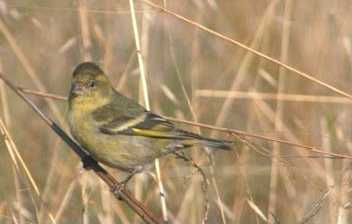
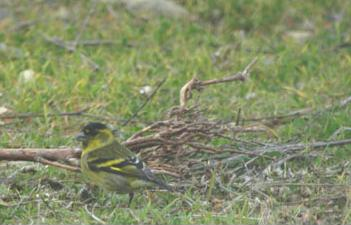

## Ghi chú

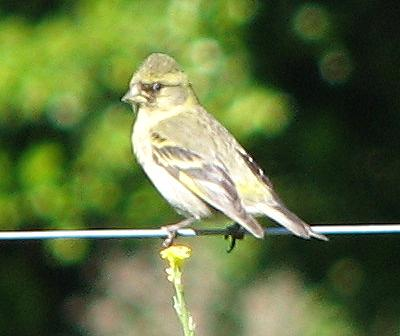
Con mái

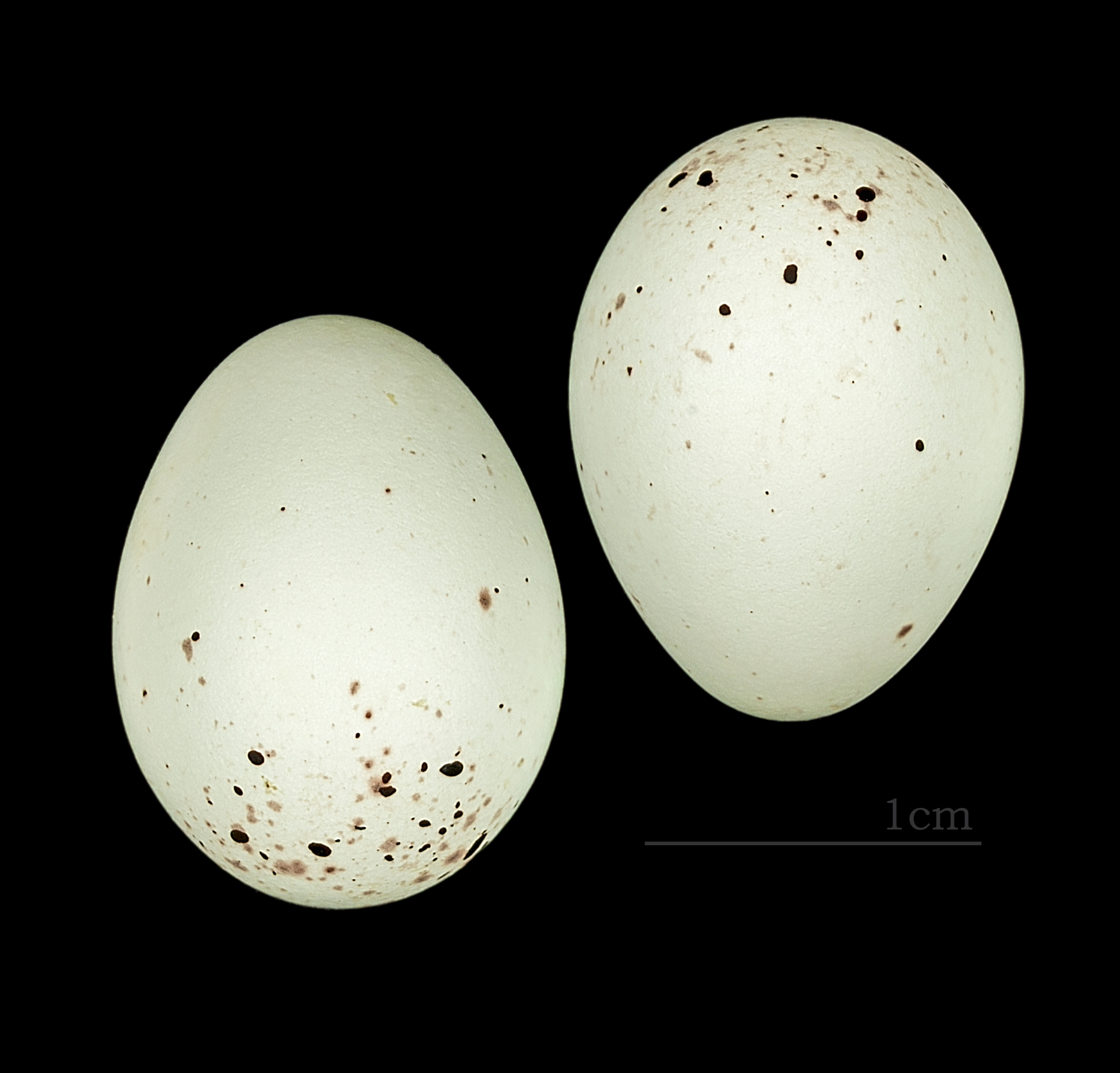
Carduelis barbata